# Penion fairfieldae
Penion fairfieldae är en snäckart som först beskrevs av Powell 1947.  Penion fairfieldae ingår i släktet Penion och familjen valthornssnäckor. Inga underarter finns listade i Catalogue of Life.